# Berliner Eishockeymeisterschaft 1926/27
Die Saison 1926/27 der Berliner Eishockeymeisterschaft wurde vom Norddeutschen Eissportverband ausgetragen. Dieser war für die gesamte Mark Brandenburg zuständig, es nahmen jedoch nur Mannschaften aus Groß-Berlin teil.
Die zehn Teilnehmer spielten eine Einfachrunde. 14 der 45 Spiele wurden jedoch nicht ausgetragen.
Meister wurde der SC Charlottenburg. Dieser erfuhr seine einzige Niederlage gegen den Berliner Schlittschuhclub (BSchC), den amtierenden deutschen Meister. Der BSchC vergab seine Meisterschaftschancen nach zwei Remis am grünen Tisch, da er im Spiel gegen den Tegeler EV den französischen Nationalspieler Gérard Simond einsetzte. Der Einsatz von Ausländern war jedoch nicht erlaubt und das Spiel wurde daher gegen den BSchC gewertet.
Charlottenburg und der BSchC qualifizierten sich für die deutsche Eishockey-Meisterschaft 1927 in Füssen. Aufgrund milder Witterung wurde das Turnier um die deutsche Meisterschaft verschoben, was dazu führte, dass der BSchC nicht auf seine Leistungsträger zurückgreifen konnte und auf die Teilnahme verzichtete. Der SC Charlottenburg verlor im Finale der Meisterschaft in der Verlängerung gegen den SC Riessersee.

## Liga
| Rang |                           | Sp | S | U | N | Tore  | TD  | Pkt |
| ---- | ------------------------- | -- | - | - | - | ----- | --- | --- |
| 01.  | SC Charlottenburg         | 09 | 8 | 0 | 1 | 16:02 | +14 | 16  |
| 02.  | Berliner Schlittschuhclub | 07 | 4 | 2 | 1 | 10:04 | +06 | 10  |
| 03.  | Berliner SV 1892          | 07 | 3 | 4 | 0 | 10:04 | +06 | 10  |
| 04.  | SC Brandenburg            | 07 | 3 | 2 | 2 | 08:06 | +02 | 08  |
| 05.  | BFC Preussen              | 07 | 2 | 3 | 2 | 07:07 | ±0  | 07  |
| 06.  | Tegeler EV Berlin         | 06 | 2 | 1 | 3 | 05:07 | −02 | 05  |
| 07.  | Zehlendorfer Wespen 1911  | 05 | 1 | 1 | 3 | 03:07 | −04 | 05  |
| 08.  | Berliner Sport-Club       | 05 | 0 | 2 | 3 | 02:08 | −06 | 02  |
| 09.  | Berliner EV 1886          | 06 | 0 | 2 | 4 | 02:10 | −08 | 02  |
| 10.  | TC Schwarz Grün Berlin    | 03 | 0 | 1 | 2 | 01:05 | −04 | 01  |

Abkürzungen: Sp = Spiele, S = Siege, U = Unentschieden, N = Niederlagen, TD: Tordifferent, Pkt: Punkte

Erläuterungen: Meister und Qualifikation für die Deutsche Meisterschaft, Qualifikation für die Deutsche Meisterschaft